# Treo (vela)
En Marina, se llama treo en las embarcaciones latinas como son saetías, jabeques , etc. a la vela cuadrilátera o de cuatro lados que usan algunas veces a distinción de las velas triangulares que se llaman velas latinas. 
Cuando por ejemplo, un jabeque lleva arriba sus latinas y porque, o el tiempo no se lo permite o no quiere navegar con estas, echa velas cuadriláteras que comúnmente se llaman redondas, se dice que va el jabeque con los treos. 
Peregr. en su patria , dice así:
Que va en la gavia María
Y el mismo Dios en el treo.
Y el mismo en la Dragont. cant. 2.
Un viento alegre al son del cual navegan 
Alargando el trinquete asido al treo.